# Besleria obliqua
Besleria obliqua är en tvåhjärtbladig växtart som beskrevs av Conrad Vernon Morton. Besleria obliqua ingår i släktet Besleria och familjen Gesneriaceae. Inga underarter finns listade i Catalogue of Life.